# Ludwig Schneider (Politiker, 1898)
Ludwig Schneider (* 20. September 1898 in Erdhausen; † 23. April 1978 in Lollar) war ein deutscher Politiker (FDP, später FVP, DP und CDU).

## Partei
Nach dem Zweiten Weltkrieg trat Schneider, von Beruf Rechtsanwalt und ab 1945 Notar, der FDP bei, die er am 23. Februar 1956 mit dem Ministerflügel („Euler-Gruppe“) verließ, um die FVP mitzubegründen, mit der er 1957 zur DP kam. Nach der Fusion dieser Partei mit dem GB/BHE zur GDP trat er, der den Zusammenschluss als „widernatürliche Ehe“ empfand, am 3. Mai 1961 zur CDU über. Er begründete den Ortsverband der CDU in der im Landkreis Gießen gelegenen Gemeinde Lollar mit und stand ihm bis 1972 vor.

## Abgeordneter
Schneider gehörte dem Deutschen Bundestag seit dessen erster Wahl 1949 bis 1957, jeweils im Wahlkreis Gießen direkt gewählt, und erneut vom 10. September 1958, als er für August-Martin Euler nachrückte, bis 1961 an. Von 1949 bis zum 5. Oktober 1956 war er Vorsitzender des Wahlprüfungsausschusses des Bundestages.
1953 bis 1957 amtierte Schneider als Bundestagsvizepräsident. Vom 8. Oktober 1956 bis 1957 war er Vorsitzender der Unterkommission Haushalt des Bundestagspräsidiums.
Mit Gründung der FVP-Fraktion am 1. März 1956 wurde er bis zum Zusammenschluss mit der DP Fraktionsvorsitzender. Vom 14. März 1957 bis zum Ende der zweiten Legislaturperiode war er gemeinsam mit Ernst-Christoph Brühler Fraktionsvorsitzender der DP/FVP-Fraktion.
1959 gehörte er mit Josef Arndgen (CDU), Walther Kühn (FDP) und Carlo Schmid (SPD) nach dem Unfalltod des Abgeordneten Josef Gockeln, dessen Hinterbliebene zu Sozialfällen wurden, zu den Initiatoren einer Alters-, Invaliditäts- und Hinterbliebenenversorgung für Abgeordnete.
Von 1952 bis 1960 und 1964 bis 1968 war Schneider Mitglied des Kreistages des Landkreises Gießen, nachdem er zuvor bereits vier Jahre dem Kreisausschuss angehört hatte. Von 1952 bis 1956 war er Kreistagsvorsitzender, in der übrigen Zeit stellvertretender Kreistagsvorsitzender. Von 1964 bis 1972 gehörte er der Gemeindevertretung (später Stadtverordnetenversammlung) von Lollar an.